# Speak & Spell
Speak & Spell ist das erste Studio- und auch das Debütalbum der britischen Synthpop-Band Depeche Mode. Es erschien am 5. Oktober 1981 und konnte in Großbritannien bereits den zehnten Platz der Charts erreichen. Es ist das einzige Album der Band mit Vince Clarke, bevor er die Band verließ.

## Titelliste
1. New Life – 3:43
2. I Sometimes Wish I Was Dead – 2:16
3. Puppets – 3:55
4. Boys Say Go! – 3:04
5. Nodisco – 4:12
6. What’s Your Name? – 2:42
7. Photographic – 4:44
8. Tora! Tora! Tora! – 4:34
9. Big Muff – 4:21
10. Any Second Now (Voices) – 2:35
11. Just Can’t Get Enough – 3:40

Bei der internationalen Version der LP 1981 war statt I Sometimes Wish I Was Dead der Titel Dreaming of Me enthalten. Die CD-Veröffentlichung von 1998 entspricht der englischen Ausgabe plus vier Bonustracks: Ice Machine, Shout, Any Second Now und Just Can’t Get Enough (Schizo Mix).
Alle Titel wurden von Vince Clarke geschrieben, bis auf Tora! Tora! Tora! und Big Muff, die Martin Gore komponierte. Gore singt den Song Any Second Now (Voices), alle anderen Lieder werden von Dave Gahan gesungen. Big Muff und Any Second Now sind reine Instrumentalstücke.

## Single-Auskopplungen

### Dreaming of Me
Daniel Miller, Gründer des Labels Mute Records, entdeckte Depeche Mode Ende 1980 und wollte mit der Band eine Single aufnehmen. Das Ergebnis Dreaming of Me erschien im Februar 1981 und erreichte Chartplatz 57 in Großbritannien. Die B-Seite der Single war Ice Machine. Anlässlich des 30-jährigen Jubiläums der Single wurde eine Graswurzelaktion initiiert, um Dreaming of Me erneut in die Charts zu bringen. In Deutschland stieg Dreaming of Me zum ersten Mal in die Charts ein und erreichte Platz 45.

### New Life
Die zweite Singleveröffentlichung der Band brachte ihr den Durchbruch in Großbritannien. New Life – erschienen im Juni 1981 – stieg bis auf Platz elf der britischen Charts, die Band hatte ihren ersten Fernsehauftritt in der Sendung Top of the Pops.
Als B-Seite enthielt die Single den Song Shout!. Dessen „Rio Remix“ war der erste 12" Extended Mix der Band.

### Just Can’t Get Enough
Die Single erschien im September 1981 und brachte der Band mit Platz acht den ersten Top-10-Erfolg in Großbritannien. Der Song ist die letzte Single aus der Feder von Vince Clarke.
Auf den europäischen Veröffentlichungen von Just Can’t Get Enough bildete das Instrumentalstück Any Second Now die B-Seite, in den USA wurde stattdessen Tora! Tora! Tora! gewählt. „To ra!“ war der Funkbefehl der Japaner beim Angriff auf Pearl Harbor („to“ von „totsugeki“ (angreifen), „ra“ von „raigeki“ (Torpedos/Torpedobomber)). Amerikanische Funker, die das Signal abfingen, verstanden „to ra“ als „tora“ (Tiger), deshalb wurde der Funkspruch als „Tora! Tora! Tora!“ bekannt (siehe den gleichnamigen Kriegsfilm).

## Wiederveröffentlichung
- Am 3. April 2006 wurde das Album als SACD und DVD neu veröffentlicht. Es enthält die regulären Songs des CD-Albums in Mehrkanalton sowie die Dokumentation Depeche Mode 1980–81: „Do we really have to give up our day jobs?“

## Setlist derSpeak & Spell Tour1981
1. Any Second Now
2. Photographic
3. Nodisco
4. New Life
5. Puppets
6. Ice Machine
7. Big Muff
8. I Sometimes Wish I Was Dead
9. Tora! Tora! Tora!
10. Just Can’t Get Enough
11. Boys Say Go!
12. What’s Your Name?
13. Television Set
14. Dreaming of Me
15. The Price of Love

Der Song Television Set stammt aus der Zeit, als Depeche Mode noch Composition of Sound hießen. The Price of Love ist eine Coverversion des gleichnamigen Songs der Everly Brothers.